# 詹璇依
詹璇依（1985年12月7日—），台灣的新聞主播，畢業於國立政治大學新聞研究所；曾任三立iNEWS主播、《360大世界》主持人、製作人、鏡電視新聞台主播、《鏡轉全球》主持人及網路節目《璇轉理財腦-發現錢景》主持人。

## 金融證照
- 證券商高級業務員
- 投信投顧業務員

## 學歷
- 國立政治大學新聞研究所
- 國立臺灣師範大學社會教育學系
- 曉明女中

## 經歷
- 年代新聞台、東森新聞台實習記者（2008年7月－2008年9月）
- 台灣微軟實習生（2008年9月－2009年9月）
- 天下雜誌網路編輯（2009年10月－2010年2月）
- 非凡新聞台文字記者（2010年2月－2012年9月）
- 非凡新聞台記者兼任主播（2012年9月－2015年2月）
- 三立新聞台主播
- 三立iNEWS主播（2015年3月－2021年4月）
- 鏡電視新聞台主播、主持人（2021年5月～2023年4月28日）
- 鏡電視新聞台網路節目《璇轉理財腦-發現錢景》主持人（2023年8月8日－2024年3月）
- 講師：
  - 媒體主播營、微軟實習分享、信義講堂百人講座
- 演講分享資歷：
  - 2013.12，微軟生涯體驗營，主播經驗分享
  - 2014.02，新媒體企劃，主播營講師
  - 2016.9-11 臺灣微軟《資訊安全企業會客室》主持人
- 專訪資歷：
  - 2012 前宏碁董事長王振堂
  - 2013 鴻海董事長郭台銘
  - 2012.2014 和碩董事長童子賢
  - 2015 DELL戴爾電腦亞太區總裁
- 主持資歷：
  - 2016 台灣微軟 新總部喬遷記者會
  - 2017 華碩電腦x警政署 APP合作記者會
  - 2017 台大創創挑戰賽高峰會
  - 2017 聚碩科技解決方案日 菁英對談論壇主持
  - 2017 資策會資安微電影/動畫決賽主持人
  - 2017 資安技能金盾獎開幕/頒獎典禮主持
  - 2018 慧智基因 新品發表記者會主持人
  - 2018 路易莎咖啡 循環經濟記者會
  - 2018 麥格理證券金融資訊
  - 2018 達邦蛋白上櫃業績發表會主持
  - 2018 總統府福衛系列衛星特展開幕記者會
  - 2019 柏瑞投信30週年市場展望記者會
  - 2020 施羅德投信全台退休理財規劃大調查
  - 2021 基金屆奧斯卡獎「Smart智富台灣基金獎」主持人

## 曾擔任播報節目
| 時間                        | 頻道         | 節目                              | 備註               |
| 時間待查                    | 非凡新聞台   | 《58任意門》                      | 主持人             |
| 時間待查                    | 非凡新聞台   | 《小資青年向錢衝》                | 主持人             |
| 時間待查                    | 非凡新聞台   | 《非凡1700整點新聞》              | 主播               |
| 時間待查                    | 非凡新聞台   | 《非凡假日午間新聞》              | 主播               |
| 時間待查                    | 非凡新聞台   | 《非凡假日晚間新聞》              | 主播               |
| 時間待查                    | 非凡新聞台   | 《Computex現場播報科技》          | 主播               |
| 時間待查                    | 三立新聞台   | 《正午新聞》                      | 主播               |
| 時間待查                    | 三立新聞台   | 《新聞深一度》                    | 代班主持人         |
| 時間待查                    | 三立iNEWS    | 《iNews午報 新聞多一點》          | 主播               |
| 時間待查                    | 三立iNEWS    | 《1819最正晚報》                  | 平日代班、假日主播 |
| 時間待查                    | 三立iNEWS    | 《iNews早報台股解析》             | 主播               |
| 時間待查                    | 三立iNEWS    | 《360大世界》                     | 主持人             |
| 2022年2月9日～2023年4月28日 | 鏡電視新聞台 | 《鏡轉全球》（晚間11點時段）      | 主持人             |
| 2022年2月9日～2023年4月28日 | 鏡電視新聞台 | 《整點新聞》                      | 主播               |
| 2023年8月8日～2024年3月     | 鏡電視新聞台 | 《璇轉理財腦-發現錢景》(網路播出) | 主持人             |

## 著作
| 書名                                                        | 出版社   | 年份                                                | ISBN |
| 《我靠科技基金 4年資產翻3倍： 實戰標的&獲利對帳單完整公開》 | 大樂文化 | 書籍介紹 （页面存档备份，存于）\|ISBN 9789865564643 |      |

## 外部連結
- 財經主播/主持人 詹璇依的Facebook專頁
- Angeline 璇花妞的Instagram帳戶
- YouTube上的三立財經主播詹璇依 2100三立財經夜線播放列表—詹璇依主播粉絲團 （页面存档备份，存于）
- LAZYweb. . 今周刊. 2020-11-16  [2021-01-10]. （原始内容存档于2021-01-12） （中文（臺灣））.<
- medianews0904. . 銘報即時新聞. 2020-06-20  [2021-01-10]. （原始内容存档于2021-01-13） （中文（臺灣））.
- 三立新聞網. . 三立新聞網. 2020-12-21  [2021-01-10] （中文（臺灣））.
- . Smart自學網. 2021-01-01  [2021-01-10]. （原始内容存档于2021-05-11）.